# Ptilocaulis walpersi
Ptilocaulis walpersi är en svampdjursart som först beskrevs av Duchassaing och Giovanni Michelotti 1864.  Ptilocaulis walpersi ingår i släktet Ptilocaulis och familjen Axinellidae. Inga underarter finns listade i Catalogue of Life.